# Jim Naismith
James Henderson Naismith FRS (Bellshill, 26 de julho de 1968) é um químico britânico. É professor de biologia química e diretor do Biomedical Sciences Research Complex (BSRC) da Universidade de St Andrews.
Naismith foi eleito Membro da Royal Society em 2014 (FRS) in 2014.